# 南剑路
南剑路，中国元朝的路。
宋太宗太平兴国元年（990年），改剑州设置南剑州，元朝初年改为南剑路。以产茶和银著名。治所在剑浦县（今福建省南平市）。下辖剑浦县、将乐县、顺昌县、沙县、尤溪县五县。包括今福建省将乐县、顺昌县、沙县、尤溪县和三明市等地。元成宗大德六年（1302年）改为延平路。